# 基層言語
基層言語（きそうげんご、英: substratum）または基層語あるいは単に基層とは、
1. 2つの言語を併用する社会において、威信の低い方の言語。対して、威信の高い方の言語を上層言語、上層語、上層 (superstratum) という。威信に明確な差がない複数の言語が使用されている場合、お互いに傍層 (adstratum) の関係にある、という[2]。
2. このような言語接触状況において、基層語が使用されなくなり上層語に置き換えられることがある。置き換えられて消滅した言語を、残った上層語に対する基層という。このような置き換えの結果、上層語に基層語の影響が残ることがある。歴史言語学における言語変化を何らかの基層言語に由来すると説明することを基層説、基層理論（substratum theory）という[2]。

## 基層言語が及ぼす影響
基質の影響を識別するには、基質言語の構造に関する知識が必要であるが、これはさまざまな方法で取得可能である。基層言語、またはその子孫は、かつて分布していた範囲の一部でまだ存続している可能性がある。基層言語の文書による記録は、様々な程度で存在する可能性がある。基層言語自体は不明でも、比較のベースとして使用できる現存の近親語がある可能性がある。
基質言語の影響について最初に特定された事例の1つは、ガリア語である。ガリア人は、ローマ人が到着する前、現在フランス語が話される領域に住んでいた。ラテン語を話すことで得られる文化的、経済的、政治的利点から、ガリア人は元来の言語放棄し、ローマ人によってもたらされたラテン語を取り入れ、最終的には今日のフランス語が形成された。ガリア語の話者はローマ時代後期に姿を消したが、その語彙の痕跡は、いくつかのフランス語の単語（約200）とガリア語起源の地名に受け継がれている。また、フランス語のいくつかの構造変化（ガリア人がラテン語に言語交替した後もガリア語の音声パターンの保持したことによる通時的な音変化などは、ガリア語の影響によって少なくとも部分的に形作られたと考えられている。フランス語はガリア語から発音上の大きな影響を受けており、連音現象（リエゾン、アンシェヌマン、子音弱化）、アクセントの無い音節の欠落、uがウでなくユと発音されるのは、基層言語のガリア語の影響である。（フランス語史を参照）
基層言語の他の例は、シェトランド諸島とオークニー諸島のスコットランド方言に対する、現在は消滅している北ゲルマン語のノルン語の影響である。アラブ中東および北アフリカでは、口語的なアラビア語の方言、特にレバンティン、エジプト、およびマグレブの方言は、他の地域のセム語（特にアラム語）、イラン語、ベルベル語の基層の影響がある。イエメンアラビア語には、現代南アラビア語、旧南アラビア語、ヒムヤル語の基層がある。
日本においても、東北や出雲のズーズー弁は基層言語に由来するという説がある。

## 基層言語と上層言語の例
（基）＝基層言語、（上）＝上層言語、（生）＝生成された言語
上層言語が軸となったもの
- ガリア語（基）＋俗ラテン語（上）⇒　ガロ・ロマンス語（生）
- ゲール語（基）＋初期近代英語（上）⇒　アイルランド英語、スコットランド英語（生）
- コプト語（基）＋古典アラビア語（上）⇒　エジプト・アラビア語（生）
- 百越諸語（基）＋上古中国語（上）⇒　粤語、閩語、客家語、呉語（生）

基層言語が軸となったもの
- ガロ・ロマンス語（基）＋古フランク語（上）⇒　古フランス語（生）
- 古英語（基）＋古フランス語（上）⇒　中英語（生）
- 中世ギリシャ語（基）＋オスマン・トルコ語（上）⇒　デモティキ（生）

クレオール言語となったもの
- タガログ語など（基）＋スペイン語（上）⇒　チャバカノ語（生）
- タイヤル語（基）＋日本語（上）⇒　宜蘭クレオール（生）
- 元来のヴェッダ人の言語（基）＋シンハラ語（上）⇒　ヴェッダ語（生）

## 仮説
- バスコン語基層説 - 西ヨーロッパの言語のいくらかにはバスク語族（バスク語のみが現存）が基層言語として残存しているという説。
- ゲルマン語基層言語説 - ゲルマン祖語の成立において、非印欧語の基層言語が存在したという説。
- 日本語基層言語説 - 日本語の成立に、アイヌ語やオーストロネシア語族、古アルタイ系言語などの基層言語を想定する説。